# Засбахвальден
Засбахвальден (нім. Sasbachwalden) — громада в Німеччині, знаходиться в землі Баден-Вюртемберг. Підпорядковується адміністративному округу Фрайбург. Входить до складу району Ортенау.
Площа — 18,13 км2. Населення становить 2592 ос. (станом на 31 грудня 2020).